# 亚太贸易协定
《亚太贸易协定》（英語：Asia-Pacific Trade Agreement，APTA），原称《曼谷协定》，签订于1975年，是亚太地区历史最长的优惠贸易协定。

## 内容
协定覆盖了7个参与成员国的29亿人口，2015年的生产总值达到146158亿美元。协定的核心目标是加快各成员国的经济发展，促进各国的贸易投资自由化，深化区域的经济贸易互惠，加强商品服务流通，协调投资法规，鼓励技术合作，以此成员国平等共赢。协定旨在促进贸易自由化措施，并鼓励经济发展合作。亚太贸易协定对全体联合国亚洲及太平洋经济社会委员会成员国开放。目前协定已经完成了第四轮谈判。

## 成员国
以下成员为1975年加入的创始国：
- 孟加拉国[6]
- 印度
- 韩国
- 老挝
- 斯里兰卡

以下成员之后加入：
- 中华人民共和国（2001年）
- 蒙古（2013年签署，2020年加入）[7][8]

## 历史

### 关税减让
2006年9月1日，第三轮谈判结果生效，囊括超4000项税目减让。
第四轮谈判在2007年10月启动，原定于在2009年10月的部长级理事会上完成。此次谈判旨在将关税优惠扩大到各成员国关税税目的50%以上，或者双边贸易额的20-25%以上。同时，平均关税减让额也目标达到50%以上。
2017年1月，第四轮谈判完成，定于2018年7月1日起实行。

### 协定框架
第一轮和第二轮谈判分别在曼谷和汉城举行，成员国互相给予了关税优惠，并给予了最不发达国成员（老挝、斯里兰卡）以优惠条款。
第四轮谈判以传统的关税减让为基础，额外加入了深化地区贸易合作的条款。亚太贸易协定成员国在此轮谈判中新增了3份框架协定，包括贸易便利化、服务贸易、双边投资，此外，成员国还交换了对非关税壁垒的意见。

## 机构设置
- 部长级理事会：部长级理事会是协定的最高决策机构。理事会指导协定未来谈判议程的政策方向，监督协调协定的落实情况。理事会至少每两年召开一次。第一届于2005年11月2日在北京，第二届于2007年10月26日在果阿，第三届于2009年10月22日在首尔分别召开。
- 常务委员会：亚太贸易协定由常务委员会管理，由每个成员国各指定一名代表负责。
- 秘书处：联合国亚太经社委员会的执行秘书[10]行使秘书处职能。